# 大藪守治
大藪 守治（おおやぶ もりじ、1883年（明治16年）10月14日 - 1945年（昭和20年）10月15日）は、日本の実業家、政治家。貴族院多額納税者議員。

## 経歴
福岡県久留米市苧扱川町（現:久留米市本町）で、実業家・大藪房次郎の三男として生まれる。両替町（現: 城南町）に分家した。早稲田大学を修了後、欧米に遊学した。
1909年（明治42年）以降、筑後水力電気社長、九州水力電気取締役、筑後電気取締役、昭和電灯取締役、九州電気協会評議員、久留米商工会議所顧問などを務めた。筑後水力電気が九州水力電気に合併した際に、その分配金について紛争が生じたが、他の重役よりも社員を優先する立場に立って処理を行った。
また、久留米教育支会からの強い要望を受けて、1928年（昭和3年）3月、有馬頼寧との共同経営で久留米昭和高等女学校を設立し、翌年4月に開校した。その後、同校は久留米家政女学校の後身校と合併し、現在は福岡県立久留米高等学校となっている。
1932年（昭和7年）9月29日、貴族院多額納税者議員に就任し、1939年（昭和14年）9月29日に再任され、研究会に所属して活動したが在任中に死去した。

## 親族
- 長女 徳川スミ（徳川喜堅男爵の妻）[4]
- 姉 金杉タキ（金杉英五郎の妻）[1]
- 妹 松前スカ（松前勝広子爵の妻）[1]